# Stauroneidaceae
Famille
Les Stauroneidaceae  sont une famille d'algues de l'embranchement des Bacillariophyta (Diatomées), de la classe des Bacillariophyceae et de l’ordre des Naviculales.

## Étymologie
Le nom de la famille vient du genre type Stauroneis, dérivé du grec σταυρος / stauros, pieu, et du suffixe -neis, bateau, littéralement « bateau munie d'un pieu ». En référence à la morphologie de la diatomée ornée d'un « stauros », qui est « un épaississement hyalin de silice dans la zone centrale d'une valve, trouvé uniquement dans le genre Stauroneis »,.

## Liste des genres
Selon AlgaeBase (25 mai 2022) :
- Craticula Grunow, 1868
- Dorofeyukea Kulikovskiy, Maltsev, Andreeva, T.Ludwig & Kociolek, 2019
- Fistulifera Lange-Bertalot, 1997
- Lacunicula Lange-Bertalot, Cavacini, Tagliaventi & Alfinito, 2003
- Pleurostaurum Rabenhorst, 1858
- Prestauroneis K.Bruder & Medlin, 2008
- Stauroneis Ehrenberg, 1843  - genre type
- Sternimirus Witkowski & Chunlian Li, 2016

## Systématique
Le nom correct complet (avec auteur) de ce taxon est Stauroneidaceae D.G.Mann, 1990.

## Publication originale
- Round, F.E., Crawford, R.M. & Mann, D.G. (1990). The diatoms biology and morphology of the genera.  pp. [i-ix], 1-747. Cambridge: Cambridge University Press.